# منتخب اليونان تحت 21 سنة لكرة السلة للرجال
منتخب اليونان تحت 21 سنة لكرة السلة للرجال هو ممثل اليونان الرسمي في المنافسات الدولية في كرة السلة تحت 21 سنة.